# Iberienzilpzalp
Der Iberienzilpzalp (Phylloscopus ibericus) ist eine Vogelart aus der Familie der Laubsängerartigen (Phylloscopidae). Die Art wurde aufgrund molekulargenetischer und gesanglicher Unterschiede Ende der 1990er Jahre als eigene Art vom äußerlich extrem ähnlichen Zilpzalp (Phylloscopus collybita) abgetrennt. Das relativ kleine Verbreitungsgebiet des Iberienzilpzalps umfasst Nordwestafrika und die Iberische Halbinsel sowie den angrenzenden äußersten Südwesten Frankreichs.
Der Bestand gilt als stabil, der Iberienzilpzalp wird von der IUCN daher als ungefährdet (“least concern”) eingestuft.

## Beschreibung
Der Iberienzilpzalp ist der Nominatform des Zilpzalps (Phylloscopus collybita collybita) extrem ähnlich; er ist im Freiland äußerlich gar nicht und auch in der Hand nur in etwa 70 % der Fälle von dieser zu unterscheiden. Iberienzilpzalpe sind wie Zilpzalpe kleine, kompakte und kurzflügelige Laubsänger mit recht großem Kopf und ohne auffallende Zeichnungen. Die Körperlänge beträgt 10–11 cm. Das Gewicht ist bisher nur von Männchen bekannt, fünf Männchen wogen im Frühjahr 7,0–8,3 g. Die Geschlechter unterscheiden sich äußerlich nicht, Männchen sind jedoch etwas langflügeliger als Weibchen.
Im Vergleich zur Nominatform des Zilpzalps ist die Oberseite bei typischen Individuen des Iberienzilpzalps insgesamt wärmer olivgrünlich. Die Rumpfunterseite ist deutlich dreifarbig: Kehle und Brust zeigen auf olivbräunlichem Grund eine dichte hellgelbe Längsstreifung, der Bauch ist weiß und die Unterschwanzdecken sind leuchtend zitronengelb. Die Seiten von Hals und Brust sowie die Flanken zeigen mehr gelb als bei P. c. collybita.

## Lautäußerungen
Der Gesang weicht deutlich vom Gesang des Zilpzalps ab. Jede Strophe besteht meist aus drei Teilen und wird durch 2 bis 5 Elemente wie „djep-djep-djep“ eingeleitet. Diese Elemente ähneln sehr den entsprechenden Strophenelementen beim Zilpzalp. Danach folgen jedoch mit ähnlichem Abstand zueinander 1 bis 4 weiche Pfeiftöne wie „swül-swül-swül“ oder „swüid-swüid-swüid“. Der letzte Teil der Strophe, der auch fehlen kann, besteht aus einem klappernden Triller, der 3 bis 7 Elemente umfasst.

## Systematik
Die Art wurde aufgrund molekulargenetischer und gesanglicher Unterschiede Ende der 1990er Jahre als eigene Art vom Zilpzalp abgetrennt. Es wurden anfangs keine Unterarten anerkannt, manche Autoren unterscheiden nun zwischen Ph. i. biscayensis Salomon, Voisin & Bried, 2003 und Ph. i. ibericus Ticehurst, 1937.

## Verbreitung und Lebensraum

Verbreitung des Iberienzilpzalpes:
Brutgebiete
Migration
Überwinterungsgebiete

Das relativ kleine Verbreitungsgebiet des Iberienzilpzalps umfasst Nordwestafrika und die Iberische Halbinsel sowie den angrenzenden äußersten Südwesten Frankreichs. Über 95 % des Artareals liegt in Europa, die Größe des Gesamtverbreitungsgebietes ist nicht genau bekannt. In der Pyrenäenregion im Nordosten Spaniens und im Süden Frankreichs gibt es eine Zone, in der Hybride mit dem Zilpzalp vorkommen.
Der Iberienzilpzalp bewohnt Laubwälder im Hügelland und in Mittelgebirgen.

## Wanderungen
Das Zugverhalten dieser Art ist wegen der schwierigen Unterscheidung vom Zilpzalp bislang kaum bekannt. Im spanischen Verbreitungszentrum südlich der Biskaya überwintern regelmäßig Zilpzalpe, möglicherweise sind darunter auch Iberienzilpzalpe. Zumindest die Population in der Aquitaine verlässt im Herbst das Brutgebiet und kehrt in der ersten Aprildekade wieder in die Brutreviere zurück. Als Hauptüberwinterungsgebiet der Art dient vermutlich der Maghreb, möglicherweise auch noch Gebiete weiter südlich.
In Mitteleuropa werden gelegentlich Irrgäste dieser Art nachgewiesen. Nachweise singender Männchen gibt es beispielsweise aus Niedersachsen (Mai 1991 und Mai 1992), Bayern (April 1999) und Schleswig-Holstein (Juni 1999).

## Bestand und Gefährdung
Der Europäische Bestand des Iberienzilpzalps wird auf 360.000 bis 530.000 Brutpaare geschätzt. Der größte Teil des Bestandes lebt in Spanien, wo etwa 340.000 bis 400.000 Paare vorkommen. Der Bestand gilt als stabil, der Iberienzilpzalp wird von der IUCN daher als ungefährdet (“least concern”) eingestuft.

## Belege

### Einzelbelege
1. ↑  U. N. Glutz v. Blotzheim und K. M. Bauer: Handbuch der Vögel Mitteleuropas. Bd. 12, Teil II., AULA-Verlag, Wiesbaden, 1991, ISBN 3-89104-460-7: S. 1287
2. ↑  U. N. Glutz v. Blotzheim und K. M. Bauer: Handbuch der Vögel Mitteleuropas. Bd. 12, Teil II., AULA-Verlag, Wiesbaden, 1991, ISBN 3-89104-460-7: S. 1286
3. ↑  U. N. Glutz v. Blotzheim und K. M. Bauer: Handbuch der Vögel Mitteleuropas. Bd. 12, Teil II., AULA-Verlag, Wiesbaden, 1991, ISBN 3-89104-460-7: S. 1286–1287
4. ↑  Lars Svensson, Peter J. Grant, Killian Mullarney, Dan Zetterström: Der neue Kosmos Vogelführer. Kosmos, Stuttgart 1999, ISBN 3-440-07720-9: S. 306
5. ↑  Helbig, A. J., J. Martens, I. Seibold, F. Henning, B. Schottler und M. Wink: Phylogeny and species limits in the Palearctic Chiffchaff Phylloscopus collybita complex: mitochondrial genetic differentiation and bioacoustic evidence. Ibis 138 (4), 1996: S. 650–666
6. ↑  Marc Salomon u. a. (2003), S. 87–97.
7. ↑  Claud Buchanan Ticehurst (1937), S. 64.
8. 1 2  Der Iberienzilpzalp bei BirdLife International (Online, abgerufen am 18. Mai 2011)
9. ↑  U. N. Glutz v. Blotzheim und K. M. Bauer: Handbuch der Vögel Mitteleuropas. Bd. 12, Teil II., AULA-Verlag, Wiesbaden, 1991, ISBN 3-89104-460-7: S. 1290
10. ↑  U. N. Glutz v. Blotzheim und K. M. Bauer: Handbuch der Vögel Mitteleuropas. Bd. 12, Teil II., AULA-Verlag, Wiesbaden, 1991, ISBN 3-89104-460-7: S. 1288–1289
11. ↑  Bauer et al., S. 193